# Canton de Pithiviers
Le canton de Pithiviers est une circonscription électorale française située dans le département du Loiret et la région Centre-Val de Loire.

## Histoire
Le canton de Pithiviers était rattaché, depuis 1800 (an VIII), à l'arrondissement de Pithiviers. Le redécoupage des arrondissements intervenu en 1926 a supprimé cet arrondissement et rattaché trois de ses cantons, dont le canton de Pithiviers, à l'arrondissement d'Orléans. Le nouveau découpage de 1942 a recréé l'arrondissement de Pithiviers dans l'état où il se trouvait avant 1926.
Un nouveau découpage territorial entre en vigueur en mars 2015, défini par le décret du 25 février 2014, en application des lois du 17 mai 2013 (loi organique 2013-402 et loi 2013-403). Les conseillers départementaux sont, à compter de ces élections, élus au scrutin majoritaire binominal mixte. Les électeurs de chaque canton élisent au Conseil départemental, nouvelle appellation du Conseil général, deux membres de sexe différent, qui se présentent en binôme de candidats. Les conseillers départementaux sont élus pour 6 ans au scrutin binominal majoritaire à deux tours, l'accès au second tour nécessitant 12,5 % des inscrits au 1er tour. En outre la totalité des conseillers départementaux est renouvelée. Ce nouveau mode de scrutin nécessite un redécoupage des cantons dont le nombre est divisé par deux avec arrondi à l'unité impaire supérieure. Dans le Loiret, le nombre de cantons passe ainsi de 41 à 21. 
À la suite du redécoupage cantonal de 2014, les limites territoriales du canton sont remaniées. Le nombre de communes du canton passe de 20 à 35.

## Représentation

### Conseillers généraux de 1833 à 2015
| Période                                  | Période                   | Identité                                          | Étiquette                      | Qualité |
| ---------------------------------------- | ------------------------- | ------------------------------------------------- | ------------------------------ | --- |
| 1833                                     | 1842                      | Gabriel-Jacques Laisné de Villévêque              | Centre                         | Propriétaire à Orléans Ancien député (1817-1823 et 1827-1831) |
| 1842                                     | 1848                      | Louis Alfred Driard (1818-1898)                   | Droite                         | Propriétaire et négociant, maire de Montliard Elu en 1864 dans le Canton de Bellegarde |
| 1848                                     | 1852                      | Hippolyte du Hamel de Fougeroux de Denainvilliers |                                | Propriétaire du château de Denainvilliers à Dadonville |
| 1852                                     | 1861                      | Hippolyte Lejeune de Bellecour                    | Majorité dynastique            | Négociant-commissionnaire en laines et safrans Propriétaire du château de Bellecour à Pithiviers Député (1837) |
| 1861                                     | 1870                      | Théodore Defiennes (1807-1879)                    |                                | Avoué près le Tribunal d'instance Maire de Pithiviers (1847-1858) |
| 1870                                     | 1892                      | Jacques Charles Hyacinthe Brierre                 | Droite Bonapartiste            | Commerçant en laine et en safran Député du Loiret (1876-1885) Maire de Pithiviers (1862-1876) |
| 1892                                     | 1914 (décès)              | Georges Cochery                                   | Républicain                    | Officier puis haut fonctionnaire Député du Loiret (1885-1914) Ministre des Finances (1896-1898 ; 1909-1910) Président du conseil général du Loiret (1900-1914)                                                                               |
| 1914                                     | 1919                      | siège vacant                                      |                                | |
| 1919                                     | 1941 (démission d'office) | Marcel Donon                                      | Rad.                           | Directeur départemental des services agricoles Sénateur du Loiret (1920-1941) Adjoint au Maire d'Orléans (1912-1919) Maire de Pithiviers (1925-1941) Président du conseil général du Loiret (1934-1940) Révoqué par le Gouvernement de Vichy |
|                                          |                           | Seconde Guerre mondiale                           |                                | |
| 1945                                     | 1948 (décès)              | Maurice Criton                                    | DVD                            | Négociant en bestiaux Maire de Pithiviers (1943-1944) |
| 21 mars 1948                             | 1973 (décès)              | Pierre Charié                                     | RPF puis DVD puis UNR puis UDR | Commandant dans la Résistance intérieure française Député du Loiret (1958-1973) Conseiller municipal d'Égry |
| 1973                                     | 1979                      | Marcel Piquemal dit Pastre (1901-1988)            | DVD                            | Vétérinaire Maire de Pithiviers (1959-1965) |
| 1979                                     | 1998                      | André Saillard                                    | UDF-CDS                        | Industriel Maire de Pithiviers (1977-1983) |
| 1998                                     | 2004                      | Claude Laurent                                    | PS                             | Maire de Dadonville |
| 2004                                     | 2015                      | Marc Gaudet                                       | UDI-PRV                        | Agriculteur Maire d'Ascoux |
| Les données manquantes sont à compléter. |                           |                                                   |                                | |

#### Résultats électoraux détaillés
- Élections cantonales de 2004 : Marc Gaudet   (Divers) est élu au 2e tour avec 52,47 % des suffrages exprimés, devant Claude Laurent   (PS) (47,53 %). Le taux de participation est de 65,71 % (9 888 votants sur 15 048 inscrits)[8].
- Élections cantonales de 2011 : Marc Gaudet   (Divers droite) est élu au 2e tour avec 71,53 % des suffrages exprimés, devant Paul Carre   (FN) (28,47 %). Le taux de participation est de 47,14 % (7 357 votants sur 15 607 inscrits)[9].

### Conseillers d'arrondissement (de 1833 à 1940)
Le canton de Pithiviers avait deux conseillers d'arrondissement.
| Période                                  | Période      | Identité                                   | Étiquette | Qualité |
| ---------------------------------------- | ------------ | ------------------------------------------ | --------- | --- |
| 1833                                     | 1842         | Jean Georges Lecoq (1784-1847)             |           | Propriétaire, maire de Laas                                                                                 |
| 1833                                     | 1848         | Pierre Jean Popelin-Mercier (1790-1872)    |           | Ancien notaire, Pithiviers                                                                                  |
| 1842                                     | 1852         | M. Chapellier-Brierre                      |           | Propriétaire à Pithiviers                                                                                   |
| 1848                                     |              | Théodore-Louis-Félix Defiennes (1807-1879) |           | Ancien avoué, maire de Pithiviers                                                                           |
|                                          |              |                                            |           | |
|                                          | 1885 (décès) | M. de Courcelles                           |           | |
|                                          |              |                                            |           | |
| 1919                                     | 1922 (décès) | Henri Delaugère                            |           | Maire de Pithiviers, Président du Conseil d'arrondissement                                                  |
| 1919                                     | 1940         | Eugène Perrot                              | Rad.ind.  | Adjoint au maire de Pithiviers                                                                              |
|                                          |              |                                            |           | |
| 1937                                     | 1940         | Georges Savinaud (1883-1969)               | Rad.ind.  | Commissaire-priseur, conseiller municipal de Pithiviers                                                     |
| 1940                                     |              |                                            |           | Les conseils d'arrondissement ont été suspendus par la loi du 12 octobre 1940 et n'ont jamais été réactivés |
| Les données manquantes sont à compléter. |              |                                            |           | |

### Conseillers départementaux depuis 2015
| Période élective | Période élective | Mandat | Mandat   | Identité        | Nuance | Nuance | Qualité                                                                                 |
| ---------------- | ---------------- | ------ | -------- | --------------- | ------ | ------ | --------------------------------------------------------------------------------------- |
| 2015             | 2021             | 2015   | 2021     | Marianne Dubois |        | LR     | Députée de la 5e circonscription du Loiret (2009-2022)                                  |
| 2015             | 2021             | 2015   | 2021     | Marc Gaudet     |        | UDI    | Agriculteur Maire d'Ascoux (1995-2017) Président du Conseil départemental (depuis 2017) |
| 2021             | 2028             | 2021   | en cours | Marianne Dubois |        | LR     | Conseillère sortante                                                                    |
| 2021             | 2028             | 2021   | en cours | Marc Gaudet     |        | UDI    | Conseiller sortant, Président du Conseil départemental                                  |

### Résultats détaillés

#### Élections de mars 2015
À l'issue du 1er tour des élections départementales de 2015, deux binômes sont en ballottage : Marianne Dubois et Marc Gaudet (Union de la Droite, 43,15 %) et Jeanne Beaulier et Régis Lecoutre (FN, 33,59 %). Le taux de participation est de 50,42 % (10 576 votants sur 20 975 inscrits) contre 49,98 % au niveau départemental et 50,17 % au niveau national.
Au second tour, Marianne Dubois et Marc Gaudet (Union de la Droite) sont élus avec 62,67 % des suffrages exprimés et un taux de participation de 50,31 % (6 047 voix pour 10 554 votants et 20 976 inscrits).

#### Élections de juin 2021
Le premier tour des élections départementales de 2021 est marqué par un très faible taux de participation (33,26 % au niveau national). Dans le canton de Pithiviers, ce taux de participation est de 33,91 % (6 939 votants sur 20 463 inscrits) contre 32,6 % au niveau départemental. À l'issue de ce premier tour, deux binômes sont en ballottage : Marianne Dubois et Marc Gaudet (LR, 61,8 %) et Murielle Couteau et François-Valbert Helie (RN, 24,17 %).
Le second tour des élections est marqué une nouvelle fois par une abstention massive équivalente au premier tour. Les taux de participation sont de 34,36 % au niveau national, 32,79 % dans le département et 33,34 % dans le canton de Pithiviers. Marianne Dubois et Marc Gaudet (LR) sont élus avec 74,14 % des suffrages exprimés (4 767 voix pour 6 825 votants et 20 470 inscrits),,. 

## Composition

### Composition avant 2015

Situation du canton de Pithiviers dans le département du Loiret avant 2015.

Le canton de Pithiviers, d'une superficie de 338 km2, était composé de vingt communes.
| Nom                    | Code Insee | Codepostal | Superficie (km2) | Population (dernière pop. légale) | Densité (hab./km2) |
| ---------------------- | ---------- | ---------- | ---------------- | --------------------------------- | ------------------ |
| Pithiviers (chef-lieu) | 45252      | 45300      | 6,94             | 8 966 (2012)                      | 1 292              |
| Ascoux                 | 45010      | 45300      | 6,75             | 960 (2012)                        | 142                |
| Bondaroy               | 45038      | 45300      | 6,94             | 401 (2012)                        | 58                 |
| Bouilly-en-Gâtinais    | 45045      | 45300      | 15,96            | 358 (2012)                        | 22                 |
| Bouzonville-aux-Bois   | 45047      | 45300      | 7,54             | 435 (2012)                        | 58                 |
| Boynes                 | 45050      | 45300      | 15,43            | 1 300 (2012)                      | 84                 |
| Chilleurs-aux-Bois     | 45095      | 45170      | 52,22            | 1 850 (2012)                      | 35                 |
| Courcy-aux-Loges       | 45111      | 45300      | 20,90            | 427 (2012)                        | 20                 |
| Dadonville             | 45119      | 45300      | 18,21            | 2 437 (2012)                      | 134                |
| Escrennes              | 45137      | 45300      | 11,55            | 724 (2012)                        | 63                 |
| Estouy                 | 45139      | 45300      | 18,07            | 522 (2012)                        | 29                 |
| Givraines              | 45157      | 45300      | 11,26            | 418 (2012)                        | 37                 |
| Guigneville            | 45162      | 45300      | 32,01            | 530 (2012)                        | 17                 |
| Laas                   | 45177      | 45300      | 6,60             | 222 (2012)                        | 34                 |
| Mareau-aux-Bois        | 45195      | 45300      | 11,61            | 600 (2012)                        | 52                 |
| Marsainvilliers        | 45198      | 45300      | 10,82            | 304 (2012)                        | 28                 |
| Pithiviers-le-Vieil    | 45253      | 45300      | 33,68            | 1 823 (2012)                      | 54                 |
| Santeau                | 45301      | 45170      | 8,71             | 369 (2012)                        | 42                 |
| Vrigny                 | 45347      | 45300      | 16,14            | 818 (2012)                        | 51                 |
| Yèvre-la-Ville         | 45348      | 45300      | 26,77            | 718 (2012)                        | 27                 |

### Composition à partir de 2015
Le nouveau canton de Pithiviers comprend trente-cinq communes.
| Nom                                | Code Insee | Intercommunalité               | Superficie (km2) | Population (dernière pop. légale) | Densité (hab./km2) | Modifier                                    |
| ---------------------------------- | ---------- | ------------------------------ | ---------------- | --------------------------------- | ------------------ | ------------------------------------------- |
| Pithiviers (bureau centralisateur) | 45252      | CC du Pithiverais              | 6,94             | 8 981 (2022)                      | 1 294              | modifier les données · modifier les données |
| Andonville                         | 45005      | CC de la Plaine du Nord Loiret | 11,94            | 252 (2022)                        | 21                 | modifier les données · modifier les données |
| Aschères-le-Marché                 | 45009      | CC de la Forêt                 | 20,90            | 1 140 (2022)                      | 55                 | modifier les données · modifier les données |
| Attray                             | 45011      | CC de la Plaine du Nord Loiret | 16,74            | 209 (2022)                        | 12                 | modifier les données · modifier les données |
| Audeville                          | 45012      | CC du Pithiverais              | 12,71            | 180 (2022)                        | 14                 | modifier les données · modifier les données |
| Autruy-sur-Juine                   | 45015      | CC du Pithiverais              | 27,11            | 729 (2022)                        | 27                 | modifier les données · modifier les données |
| Bazoches-les-Gallerandes           | 45025      | CC de la Plaine du Nord Loiret | 36,73            | 1 482 (2022)                      | 40                 | modifier les données · modifier les données |
| Boisseaux                          | 45037      | CC de la Plaine du Nord Loiret | 7,19             | 502 (2022)                        | 70                 | modifier les données · modifier les données |
| Bougy-lez-Neuville                 | 45044      | CC de la Forêt                 | 16,73            | 156 (2022)                        | 9,3                | modifier les données · modifier les données |
| Césarville-Dossainville            | 45065      | CC du Pithiverais              | 19,06            | 222 (2022)                        | 12                 | modifier les données · modifier les données |
| Charmont-en-Beauce                 | 45080      | CC de la Plaine du Nord Loiret | 18,05            | 340 (2022)                        | 19                 | modifier les données · modifier les données |
| Châtillon-le-Roi                   | 45086      | CC de la Plaine du Nord Loiret | 4,54             | 275 (2022)                        | 61                 | modifier les données · modifier les données |
| Chaussy                            | 45088      | CC de la Plaine du Nord Loiret | 12,94            | 274 (2022)                        | 21                 | modifier les données · modifier les données |
| Crottes-en-Pithiverais             | 45118      | CC de la Plaine du Nord Loiret | 13,65            | 319 (2022)                        | 23                 | modifier les données · modifier les données |
| Dadonville                         | 45119      | CC du Pithiverais              | 18,21            | 2 363 (2022)                      | 130                | modifier les données · modifier les données |
| Engenville                         | 45133      | CC du Pithiverais              | 18,10            | 539 (2022)                        | 30                 | modifier les données · modifier les données |
| Erceville                          | 45135      | CC de la Plaine du Nord Loiret | 12,72            | 293 (2022)                        | 23                 | modifier les données · modifier les données |
| Greneville-en-Beauce               | 45160      | CC de la Plaine du Nord Loiret | 22,47            | 672 (2022)                        | 30                 | modifier les données · modifier les données |
| Guigneville                        | 45162      | CC du Pithiverais              | 32,01            | 541 (2022)                        | 17                 | modifier les données · modifier les données |
| Intville-la-Guétard                | 45170      | CC du Pithiverais              | 4,88             | 175 (2022)                        | 36                 | modifier les données · modifier les données |
| Jouy-en-Pithiverais                | 45174      | CC de la Plaine du Nord Loiret | 15,86            | 266 (2022)                        | 17                 | modifier les données · modifier les données |
| Léouville                          | 45181      | CC de la Plaine du Nord Loiret | 4,28             | 88 (2022)                         | 21                 | modifier les données · modifier les données |
| Montigny                           | 45214      | CC de la Forêt                 | 5,36             | 243 (2022)                        | 45                 | modifier les données · modifier les données |
| Morville-en-Beauce                 | 45217      | CC du Pithiverais              | 11,02            | 175 (2022)                        | 16                 | modifier les données · modifier les données |
| Neuville-aux-Bois                  | 45224      | CC de la Forêt                 | 31,74            | 4 984 (2022)                      | 157                | modifier les données · modifier les données |
| Oison                              | 45231      | CC de la Plaine du Nord Loiret | 12,09            | 122 (2022)                        | 10                 | modifier les données · modifier les données |
| Outarville                         | 45240      | CC de la Plaine du Nord Loiret | 46,61            | 1 343 (2022)                      | 29                 | modifier les données · modifier les données |
| Pannecières                        | 45246      | CC du Pithiverais              | 7,02             | 116 (2022)                        | 17                 | modifier les données · modifier les données |
| Pithiviers-le-Vieil                | 45253      | CC du Pithiverais              | 33,68            | 1 729 (2022)                      | 51                 | modifier les données · modifier les données |
| Rouvres-Saint-Jean                 | 45263      | CC du Pithiverais              | 10,10            | 299 (2022)                        | 30                 | modifier les données · modifier les données |
| Saint-Lyé-la-Forêt                 | 45289      | CC de la Forêt                 | 27,22            | 1 235 (2022)                      | 45                 | modifier les données · modifier les données |
| Sermaises                          | 45310      | CC du Pithiverais              | 21,25            | 1 703 (2022)                      | 80                 | modifier les données · modifier les données |
| Thignonville                       | 45320      | CC du Pithiverais              | 9,16             | 388 (2022)                        | 42                 | modifier les données · modifier les données |
| Tivernon                           | 45325      | CC de la Plaine du Nord Loiret | 12,61            | 282 (2022)                        | 22                 | modifier les données · modifier les données |
| Villereau                          | 45342      | CC de la Forêt                 | 9,12             | 401 (2022)                        | 44                 | modifier les données · modifier les données |
| Canton de Pithiviers               | 4517       |                                | 590,74           | 33 018 (2022)                     | 56                 | modifier les données                        |

## Démographie

### Évolution démographique

#### Démographie avant 2015
En 2012, le canton comptait 24 182 habitants.
| 1962   | 1968   | 1975   | 1982   | 1990   | 1999   | 2006   | 2011   | 2012   |
| ------ | ------ | ------ | ------ | ------ | ------ | ------ | ------ | ------ |
| 16 928 | 17 975 | 19 692 | 20 188 | 21 211 | 22 265 | 22 858 | 23 908 | 24 182 |

#### Démographie depuis 2015
En 2022, le canton comptait 33 018 habitants, en évolution de +0,62 % par rapport à 2016 (Loiret : +1,89 %, France hors Mayotte : +2,11 %).
| 2013   | 2018   | 2022   |
| ------ | ------ | ------ |
| 32 348 | 33 054 | 33 018 |

### Âge de la population
La pyramide des âges, à savoir la répartition par sexe et âge de la population, du canton de Pithiviers en 2009 ainsi que, comparativement, celle du département du Loiret la même année sont représentées avec les graphiques ci-dessous.
La population du canton comporte 49,4 % d'hommes et 50,6 % de femmes. Elle présente en 2009 une structure par grands groupes d'âge similaire à celle de la France métropolitaine. 
Il existe en effet 114 jeunes de moins de 20 ans pour cent personnes de plus de 60 ans, soit un indice de jeunesse de 1,14, alors que pour la France cet indice est de 1,06. L'indice de jeunesse du canton est également supérieur à celui  du département (1,1) et à celui de la région (0,95).
| Hommes | Classe d’âge | Femmes |
| ------ | ------------ | ------ |
| 0,3    | 90 ans ou +  | 0,9    |
| 7,2    | 75 à 89 ans  | 10,0   |
| 13,7   | 60 à 74 ans  | 14,0   |
| 20,2   | 45 à 59 ans  | 19,1   |
| 20,3   | 30 à 44 ans  | 20,1   |
| 17,5   | 15 à 29 ans  | 16,1   |
| 20,7   | 0 à 14 ans   | 19,7   |

| Hommes | Classe d’âge | Femmes |
| ------ | ------------ | ------ |
| 0,4    | 90 ans ou +  | 1,1    |
| 6,6    | 75 à 89 ans  | 9,5    |
| 13,4   | 60 à 74 ans  | 13,9   |
| 20,1   | 45 à 59 ans  | 20,0   |
| 20,3   | 30 à 44 ans  | 19,5   |
| 19,3   | 15 à 29 ans  | 17,7   |
| 19,9   | 0 à 14 ans   | 18,2   |